# Liste des sites Natura 2000 des Pyrénées-Orientales
Cet article recense les sites Natura 2000 des Pyrénées-Orientales, en France.

## Statistiques
Le département des Pyrénées-Orientales compte vingt-neuf sites classés Natura 2000. Dix-neuf d'entre eux bénéficient d'un classement comme site d'intérêt communautaire (SIC), dix comme zone de protection spéciale (ZPS).

## Liste
| Site                                            | Type | Superficie (ha) | Fiche     | Coordonnées                      | Photo |
| ----------------------------------------------- | ---- | --------------- | --------- | -------------------------------- | ----- |
| Capcir, Carlit et Campcardos                    | SIC  | +39 781,        | FR9101471 | 42° 34′ 08″ nord, 1° 55′ 56″ est |       |
| Château de Salses                               | SIC  | +0 0003,        | FR9101464 | 42° 50′ 23″ nord, 2° 55′ 07″ est |       |
| Complexe lagunaire de Canet                     | SIC  | +01 877,        | FR9101465 | 42° 40′ 05″ nord, 3° 00′ 48″ est |       |
| Complexe lagunaire de Salses                    | SIC  | +07 797,        | FR9101463 | 42° 45′ 04″ nord, 3° 01′ 51″ est |       |
| Conque de la Preste                             | SIC  | +08 436,        | FR9101476 | 42° 25′ 04″ nord, 2° 25′ 14″ est |       |
| Côte rocheuse des Albères                       | SIC  | +00732,         | FR9101481 | 42° 30′ 54″ nord, 3° 07′ 34″ est |       |
| Embouchure du Tech et grau de la Massane        | SIC  | +00956,         | FR9101493 | 42° 34′ 07″ nord, 3° 03′ 10″ est |       |
| Fenouillèdes                                    | SIC  | +00450,         | FR9101490 | 42° 40′ 37″ nord, 2° 32′ 50″ est |       |
| Friches humides de Torremilla                   | SIC  | +00028,5        | FR9102001 | 42° 43′ 48″ nord, 2° 51′ 21″ est |       |
| Haute vallée de l'Aude et bassin de l'Aiguette  | SIC  | +17 055,        | FR9101470 | 42° 46′ 13″ nord, 2° 11′ 10″ est |       |
| Massif des Albères                              | SIC  | +06 994,        | FR9101483 | 42° 28′ 36″ nord, 3° 01′ 31″ est |       |
| Massif du Canigou                               | SIC  | +11 746,        | FR9101475 | 42° 28′ 11″ nord, 2° 21′ 30″ est |       |
| Massif de Madres-Coronat                        | SIC  | +21 412,        | FR9101473 | 42° 37′ 06″ nord, 2° 14′ 32″ est |       |
| Massif du Puigmal                               | SIC  | +08 805,        | FR9101472 | 42° 26′ 22″ nord, 2° 07′ 36″ est |       |
| Pins de Salzmann du Conflent                    | SIC  | +01 001,        | FR9102009 | 42° 33′ 00″ nord, 2° 20′ 10″ est |       |
| Posidonies de la côte des Albères               | SIC  | +04 229,        | FR9101482 | 42° 30′ 16″ nord, 3° 08′ 47″ est |       |
| Prolongement en mer des cap et étang de Leucate | SIC  | +13 733,        | FR9102012 | 42° 50′ 44″ nord, 3° 03′ 32″ est |       |
| Sites à chiroptères des Pyrénées-Orientales     | SIC  | +02 330,        | FR9102010 | 42° 30′ 30″ nord, 2° 17′ 40″ est |       |
| Tech                                            | SIC  | +01 460,        | FR9101478 | 42° 30′ 53″ nord, 2° 48′ 40″ est |       |
| Basses Corbières                                | ZPS  | +29 380,        | FR9110111 | 42° 51′ 10″ nord, 2° 45′ 15″ est |       |
| Canigou-Conques de la Preste                    | ZPS  | +20 224,        | FR9110076 | 42° 28′ 11″ nord, 2° 21′ 30″ est |       |
| Cap Béar - Cap Cerbère                          | ZPS  | +38 450,        | FR9112034 | 42° 31′ 01″ nord, 3° 16′ 36″ est |       |
| Capcir-Carlit-Campcardos                        | ZPS  | +39 760,        | FR9112024 | 42° 34′ 08″ nord, 1° 55′ 56″ est |       |
| Complexe lagunaire de Canet-Saint-Nazaire       | ZPS  | +01 869,        | FR9112025 | 42° 40′ 05″ nord, 3° 00′ 48″ est |       |
| Complexe lagunaire de Salses-Leucate            | ZPS  | +07 701,        | FR9112005 | 42° 45′ 05″ nord, 3° 01′ 51″ est |       |
| Massif des Albères                              | ZPS  | +07 113,        | FR9112023 | 42° 28′ 36″ nord, 3° 01′ 31″ est |       |
| Massif du Madres-Coronat                        | ZPS  | +21 396,        | FR9112026 | 42° 37′ 06″ nord, 2° 14′ 32″ est |       |
| Pays de Sault                                   | ZPS  | +71 499,        | FR9112009 | 42° 45′ nord, 2° 03′ est         |       |
| Puigmal-Carança                                 | ZPS  | +10 284,        | FR9112029 | 42° 26′ 22″ nord, 2° 07′ 36″ est |       |